# رابرت نیوتن
رابرت نیوتن (انگلیسی: Robert Newton؛ ۱ ژوئن ۱۹۰۵ – ۲۵ مارس ۱۹۵۶) یک هنرپیشه اهل انگلستان بود.

## فیلم‌شناسی
از فیلم‌ها یا برنامه‌های تلویزیونی که وی در آن نقش داشته‌است می‌توان به آثار زیر اشاره کرد.
- انگلستان در آتش (۱۹۳۷)
- مهمانسرای جامائیکا (فیلم) (۱۹۳۹)
- ۲۱ روز (۱۹۴۰)
- هنری پنجم (فیلم ۱۹۴۴) (۱۹۴۴)
- مرد ناجور (۱۹۴۷)
- الیور توئیست (فیلم ۱۹۴۸) (۱۹۴۸)
- جزیره گنج (فیلم ۱۹۵۰) (۱۹۵۰)
- بینوایان (فیلم ۱۹۵۲) (۱۹۵۲)
- آندروکلس و شیر (۱۹۵۲)
- موش‌های صحرا (فیلم) (۱۹۵۳)
- متکبرها (۱۹۵۴)
- لانگ جان سیلور (فیلم) (۱۹۵۴)
- ماجراهای لانگ جان سیلور (۱۹۵۴)
- دور دنیا در هشتاد روز (فیلم ۱۹۵۶) (۱۹۵۶)